# L'implorante
L'implorante è una scultura dell'artista francese Camille Claudel, realizzata in più versioni dal 1892 al 1905, in terracotta, in gesso e poi in bronzo.
Vari esemplari sono esposti al museo Metropolitano, al museo Camille Claudel e al museo Rodin. Camille Claudel si rappresentò così dopo la sua rottura con Rodin. Nelle prime versioni in terracotta e gesso, realizzate tra il 1892 e il 1894, si rappresentò isolata, che supplica nel vuoto, con il titolo Il dio volato (Le Dieu envolé).
L'artista in seguito allungò la scultura, facendola pendere in avanti, e la fuse nel bronzo nel 1894, dandole il titolo attuale. Nel frattempo progettò di incorporarla in un gruppo con un uomo che la abbandona e si stacca da lei, attirato dalla vecchiaia. L'insieme venne realizzato in bronzo nel 1898, con il titolo L'età matura.

## Storia
La scultrice Camille Claudel lasciò nel 1892 il suo maestro e amante Auguste Rodin, dato che lui non voleva sposarla né prendersi il bambino che stava aspettando, e preferiva il conforto della sua vecchia amante.
Camille si installò nel proprio studio e terminò le sue opere in corso per poi scolpire Clotho, che raffigura una figura pietrificata, come una vendetta manifesta dell'artista.

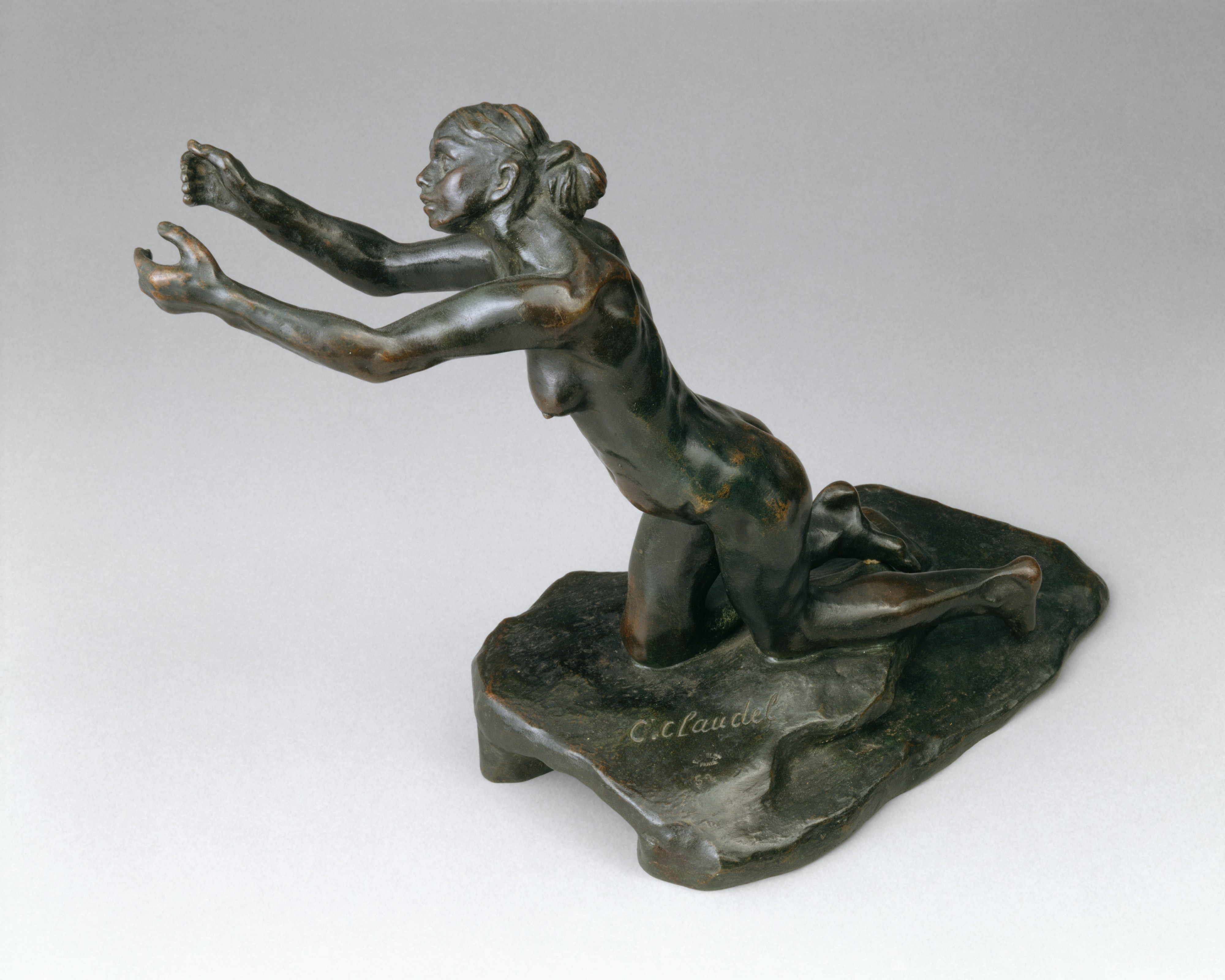
La versione nuovaiorchese.

Poco dopo, Camille Claudel realizzò degli studi in terracotta e in gesso, a partire dal 1892, dove si autoritrasse nuda, isolata, che supplica nel vuoto; allora chiamò la sua opera Il dio volato. Al Salone del 1894 presentò questa versione e le diede il titolo L'implorante o La supplicante. Sempre con il titolo Il dio volato, ella realizzò un nuovo studio nel 1895 in gesso policromo.

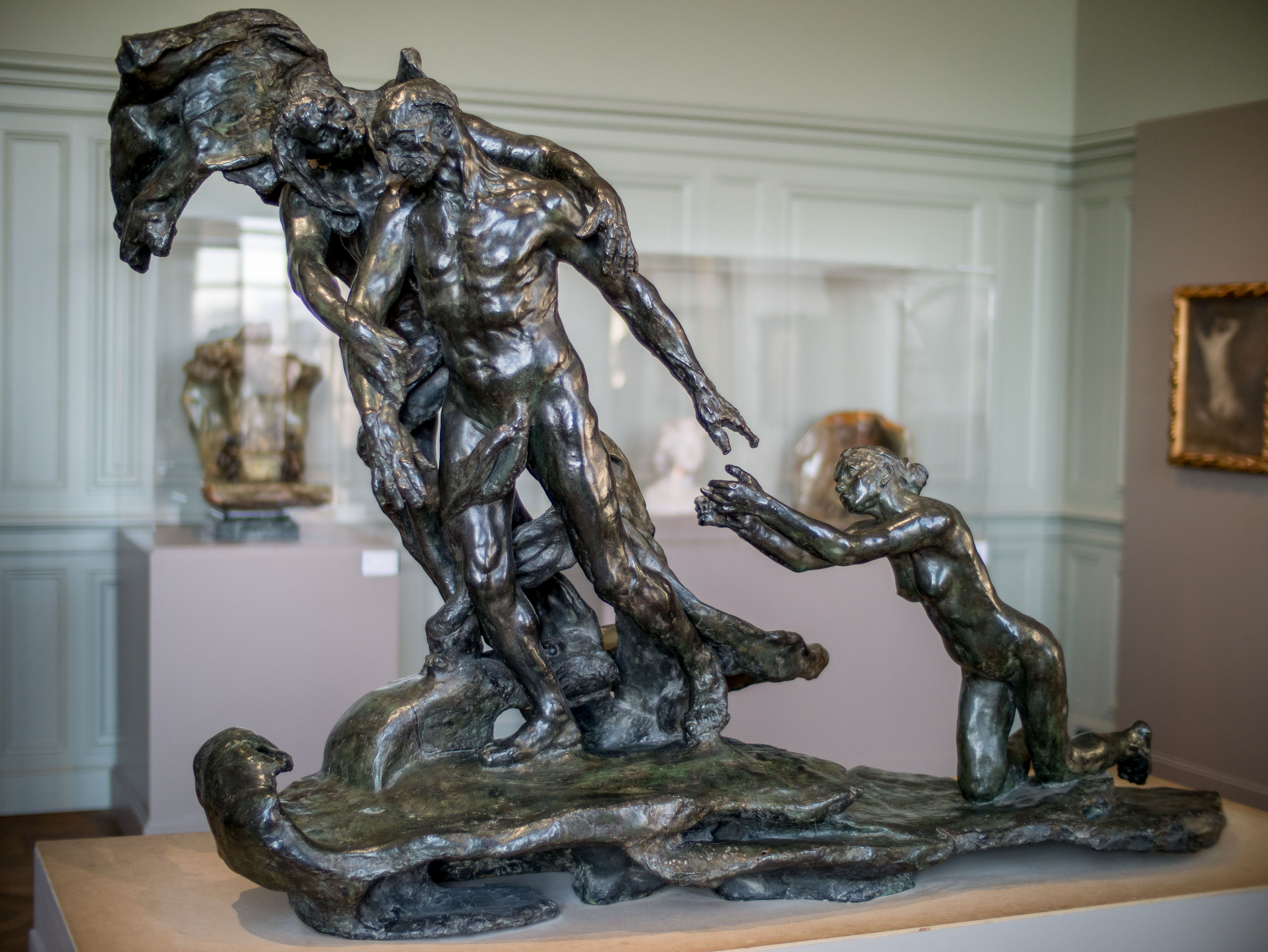
L'età matura, che comprende L'implorante a destra.

Ella immaginò parallelamente di incorporare la sua Implorante in un gruppo con un uomo (che simboleggia Rodin) che l'abbandona, attirata dalla vecchiaia o dalla sua amante anziana (ispirata a Rose Beuret) I primi studi risalgono dal 1892 al 1893. Nel 1893 descrisse l'opera a suo fratello Paul, con tanto di schizzi. L'artista allungò la sua scultura, facendola pendere più in avanti, verso gli altri due personaggi del gruppo. Ella chiese invano il finanziamento per la realizzazione di un bronzo dell'insieme, che sarebbe avvenuta solo nel 1898, con il titolo L'età matura. L'implorante è la "figura principale" di questo gruppo.
Un amante dell'arte, il capitano Tessier, desiderava acquistare l'opera L'età matura, ma per ragioni finanziarie, di trasporto e di esposizione, Camille Claudel fece fondere per lui solo una versione dell'Implorante nel 1899. Delle altre fusioni vennero realizzate in seguito da Eugène Blot tra il 1904 e nel 1905 e da Lebossé nel 1910.

## Descrizione

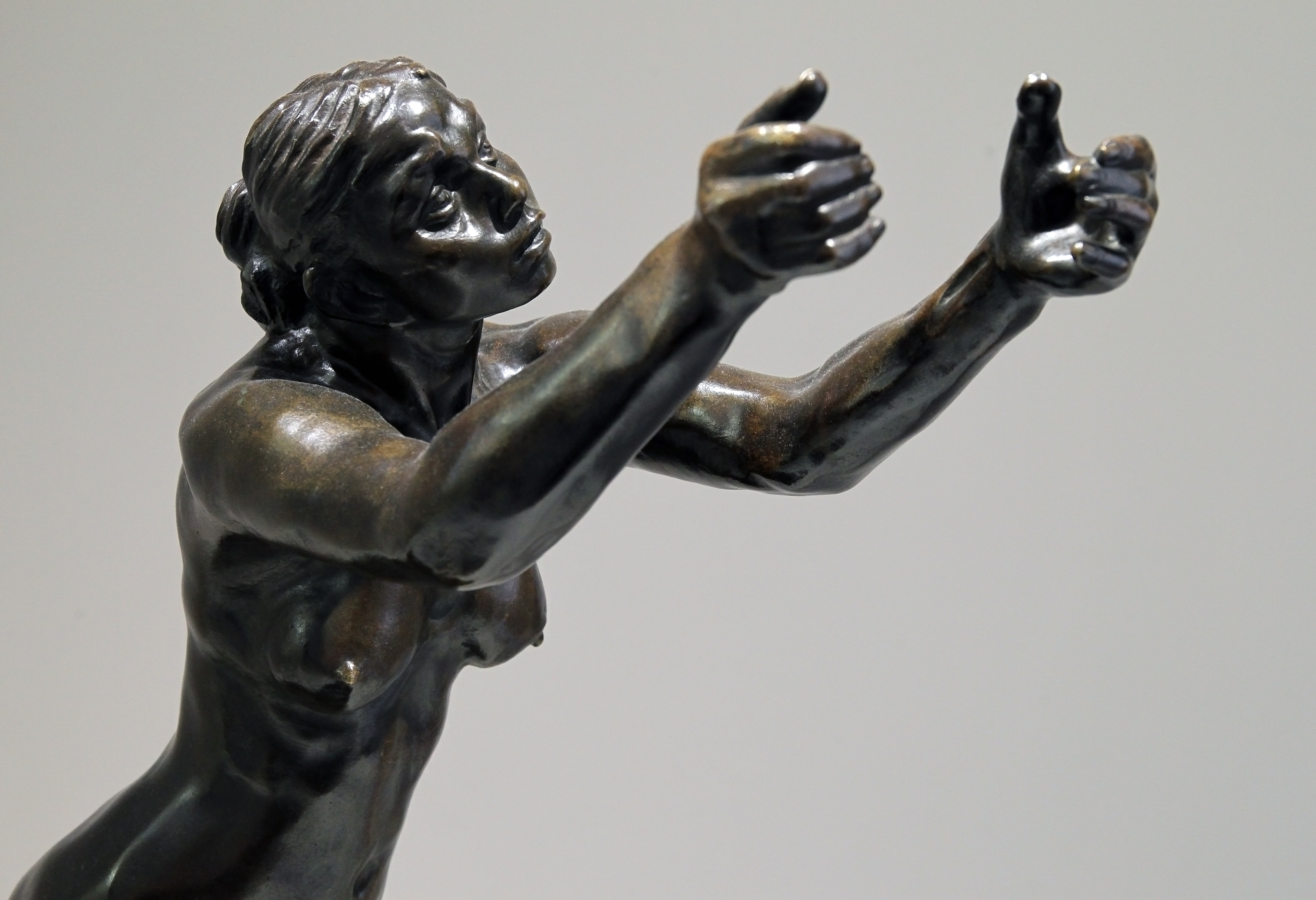
Un dettaglio dell'opera.

L'opera ritrae una giovane nuda che avanza in ginocchio e tende le braccia in avanti, come a supplicare. L'espressione del volto e il suo corpo esprimono un sentimento di dolore, soprattutto nella schiena curva, come se ogni vertebra potesse essere sentita sotto la pelle. La ragazza è un autoritratto simbolico di Camille stessa, come scriveva il fratello Paul nel 1951. Secondo Paul, la separazione ha strappato tutti in una volta l'anima, il genio, la ragione, la bellezza e lo stesso nome a Camille. Una volta privata di tutto (a tal punto da restare persino senza vestiti), Camille Claudel resta soltanto una donna dallo sguardo vuoto, immerso nella disperazione, e che con la perdita del nome diventa solo un soggetto adatto a ospitare altre identità.
Secondo Silke Schauder, un'altra versione preliminare dell'opera rappresentava soltanto il torso di Camille, con le mani sul cuore, in segno di richiesta. Sempre secondo Schauder, "questa implorante sembra prigioniera della sua sola soggettività" e "non vede che lei e il suo dolore", non rappresentando nemmeno l'oggetto del suo amore.
Valérie Bocci-Crechiou osserva che, tanto nella versione del Dio volato quanto nell'Implorante, Camille Claudel si ritrasse con il ventre di una giovane che probabilmente ha partorito.